# エンサイン・N179
エンサイン・N179（Ensign N179）は、エンサインが1979年のF1世界選手権用に開発したフォーミュラ1カー。

## 解説
エンサイン初のグラウンド・エフェクト・カーとして開発。外見上の特徴として、車体の前面にラジエターとオイルクーラーが配置されている。このレイアウトは前年登場したウルフ・WR5と似ているが、WR5はオイルクーラーのみを配置しており、N179とは異なる。上部にオイルクーラー、下部にラジエターという構成となっていて、冷却を行なった空気はオイルクーラーではサイドに設けられたスリットから、ラジエターは車体下部へ流れる構造となっている。
南アフリカGPでデビューしたが、オーバーヒートに見舞われるなど冷却系統に問題が生じ、次戦アメリカ西GPでラジエターとオイルクーラーがサイドポンツーン内に移され、一般的なグラウンド・エフェクト・カーに準じた外見となった。出走した11戦中、予選落ちは7回を数え、完走はイギリスGPでパトリック・ガイヤールが13位になったのみという結果に終わった。

## 成績
(key)
| 年   | タイヤ | No. | ドライバー | 1   | 2   | 3   | 4   | 5   | 6   | 7   | 8   | 9   | 10  | 11  | 12  | 13  | 14  | 15  | ポイント | 順位 |
| ---- | ------ | --- | ---------- | --- | --- | --- | --- | --- | --- | --- | --- | --- | --- | --- | --- | --- | --- | --- | -------- | ---- |
| 1979 | G      |     |            | ARG | BRA | RSA | USW | ESP | BEL | MON | FRA | GBR | GER | AUT | NED | ITA | CAN | USA | 0        | NC   |
| 1979 | G      | 22  | デイリー   |     |     | DNQ | Ret |     |     | DNQ |     |     |     |     |     |     |     |     | 0        | NC   |
| 1979 | G      | 22  | ガイヤール |     |     |     |     |     |     |     | DNQ | 13  | DNQ | Ret | DNQ |     |     |     | 0        | NC   |
| 1979 | G      | 22  | スレール   |     |     |     |     |     |     |     |     |     |     |     |     | DNQ | DNQ | Ret | 0        | NC   |

- DNQは予選不通過。